# Пітер Лінч
Пітер Лінч (англ. Peter Lynch; 19 січня 1944 року, Ньютон, Массачусетс, США) — американський фінансист, інвестор. У період з 1977 по 1990 рр. керував інвестиційним фондом Fidelity Magellan Fund.

## Біографія
Пітер Лінч народився 19 січня 1944 року в місті Ньютон, Массачусетс, США.
Батько Пітера помер, коли йому було всього 10 років, тому йому рано довелося почати працювати.
Навчався в Бостонському коледжі на стипендію Кадді. У 1963 році у віці 19 років Пітер Лінч купив свої перші акції — це були акції компанії вантажних авіаперевезень Flying Tigers Airlines. Він заплатив за $ 7 за акцію, через рік ціна склала $ 32,75. Вкладення в цю компанію дозволили Лінчу згодом оплатити MBA в Уортонській школі бізнесу Пенсильванського університету.
З 1967 по 1969 рік служив в армії.
У 1969 році був прийнятий в Fidelity Investments.
У 1974 році його підвищили до посади директора дослідницького відділу фонду Fidelity.
У 1977 році — призначили керівником фонду Magellan. З 1977 по 1990 рік, коли Пітер Лінч очолював фонд, його прибутковість склала 29,2 % річних, обсяг активів збільшився з $ 18 млн до $ 14 млрд, що перетворило Magellan в найбільший фонд в світі.
У віці 46 років Пітер Лінч відійшов від справ і зайнявся благодійністю.